# Élections constituantes de 1945 dans la Vendée
Les élections législatives françaises de 1945 se déroulent le 21 octobre.

## Mode de scrutin
Les députés sont élus selon le système de représentation proportionnelle suivant la règle de la plus forte moyenne dans le département, sans panachage ni vote préférentiel. Il y a 586 sièges à pourvoir.
Dans le département de la Vendée, cinq députés sont à élire.

## Élus
Les cinq députés élus sont : 
| Identité                 | Parti | Parti   |
| ------------------------ | ----- | ------- |
| Armand de Baudry d'Asson |       | AF / UR |
| Henri Rochereau          |       | UR      |
| Hélène de Suzannet       |       | UR      |
| Charles Rousseau         |       | AF / UR |
| Georges Gorse            |       | SFIO    |

## Résultats

### Résultats à l'échelle du département
| Parti          | Parti                                            | Tête de liste            | Résultats | Résultats | Sièges | Sièges |
| Parti          | Parti                                            | Tête de liste            | Voix      | %         |        |        |
| -------------- | ------------------------------------------------ | ------------------------ | --------- | --------- | ------ | ------ |
|                | Républicains indépendants                        | Armand de Baudry d'Asson | 96 015    | 48,46     | 4      |        |
|                | Section française de l'Internationale ouvrière   | Georges Gorse            | 33 139    | 16,73     | 1      |        |
|                | Parti communiste français                        | Odette Roux              | 20 021    | 10,11     | -      |        |
|                | Mouvement républicain populaire                  | Laurent Milcent          | 16 345    | 8,25      | -      |        |
|                | Parti républicain, radical et radical-socialiste | Raymond Boisdé           | 18 971    | 9,58      | -      |        |
|                | Républicain de Gauche                            | Stéphane Moreau          | 13 639    | 6,88      | -      |        |
|                |                                                  |                          |           |           |        |        |
| Inscrits       | Inscrits                                         | Inscrits                 | 252 846   |           | 5      |        |
| Votants        | Votants                                          | Votants                  | 205 302   | 81,20     |        |        |
| Blancs et nuls | Blancs et nuls                                   | Blancs et nuls           | 7 172     | 3,49      |        |        |
| Exprimés       | Exprimés                                         | Exprimés                 | 198 130   | 96,51     |        |        |